# ستانلي براندي
ستانلي براندي (بالإنجليزية: Stanley Brundy)‏ مواليد 13 نوفمبر 1967 في نيو أورلينز، هو لاعب كرة سلة أمريكي معتزل. بدأ مسيرته الاحترافية في سنة 1989. تم اختياره من قبل فريق بروكلين نتس خلال الدرافت. حمل الرقم 21. يبلغ طوله 6 قدم 6 بوصة (2.0 م). اعتزل اللعب في 2005.

## روابط خارجية
- ستانلي براندي على موقع إن بي أي (الإنجليزية)
- ستانلي براندي على موقع سبورتس رفرنس (الإنجليزية)
- ستانلي براندي على موقع كلية كرة السلة في سبورتس رفرنس.كوم (الإنجليزية)
- ستانلي براندي على موقع ريلجم (الإنجليزية)
- ستانلي براندي على موقع بروبوليرز (الإنجليزية)